# ISO 3166-2:NI
ISO 3166-2 données pour le Nicaragua

## Mise à jour
```
ISO 3166-2:2002-05-21
 n°2
```

## Départements (15)es:departamento
```
NI-BO  
Boaco

NI-CA  
Carazo

NI-CI  
Chinandega

NI-CO  
Chontales

NI-ES  
Estelí

NI-GR  
Granada

NI-JI  
Jinotega

NI-LE  
León

NI-MD  
Madriz

NI-MN  
Managua

NI-MS  
Masaya

NI-MT  
Matagalpa

NI-NS  
Nueva Segovia

NI-SJ  
Río San Juan

NI-RI  
Rivas
```

## Régions autonomes (2)es:regiones autónoma
```
NI-AN  
Atlántico Norte

NI-AS  
Atlántico Sur
```